# Análisis Colorimétrico de drogas
El análisis colorimétrico de drogas es uno de los procesos utilizados para identificar las sustancias contenidas en un comprimido (píldora), polvo, blotter, entre otros, generalmente conteniendo sustancias ilícitas. Con el aumento de la prevalencia del consumo de drogas, también se pueden usar los términos "testeo de drogas" o "prueba colorimétrica".

Este breve GIF proporciona instrucciones claras y fáciles de seguir sobre cómo usar un kit de testeo de drogas.

## Instrucciones para el testeo
Se realiza una prueba tomando un pequeño raspado de una pastilla o polvo y agregando sobre este un líquido de prueba del reactivo (test). El líquido cambiará de color al reaccionar con diferentes químicos para indicar la presencia de ciertas sustancias.
El testeo con un kit de reactivos no indica que la sustancia sea segura para su consumo. Si bien el proceso de prueba muestra la presencia de algunas sustancias en particular, es posible que no muestre alguna sustancia nociva que también esté presente y que no se haya contabilizado en el proceso de prueba. Algunas sustancias que provocan fuertes cambios de color también pueden enmascarar la presencia de otras sustancias que provocan cambios de color más débiles. La cromatografía en capa fina se utiliza con pruebas de reactivos para separar sustancias antes de la prueba y evitar este efecto de "enmascaramiento". 

### Certeza de los análisis

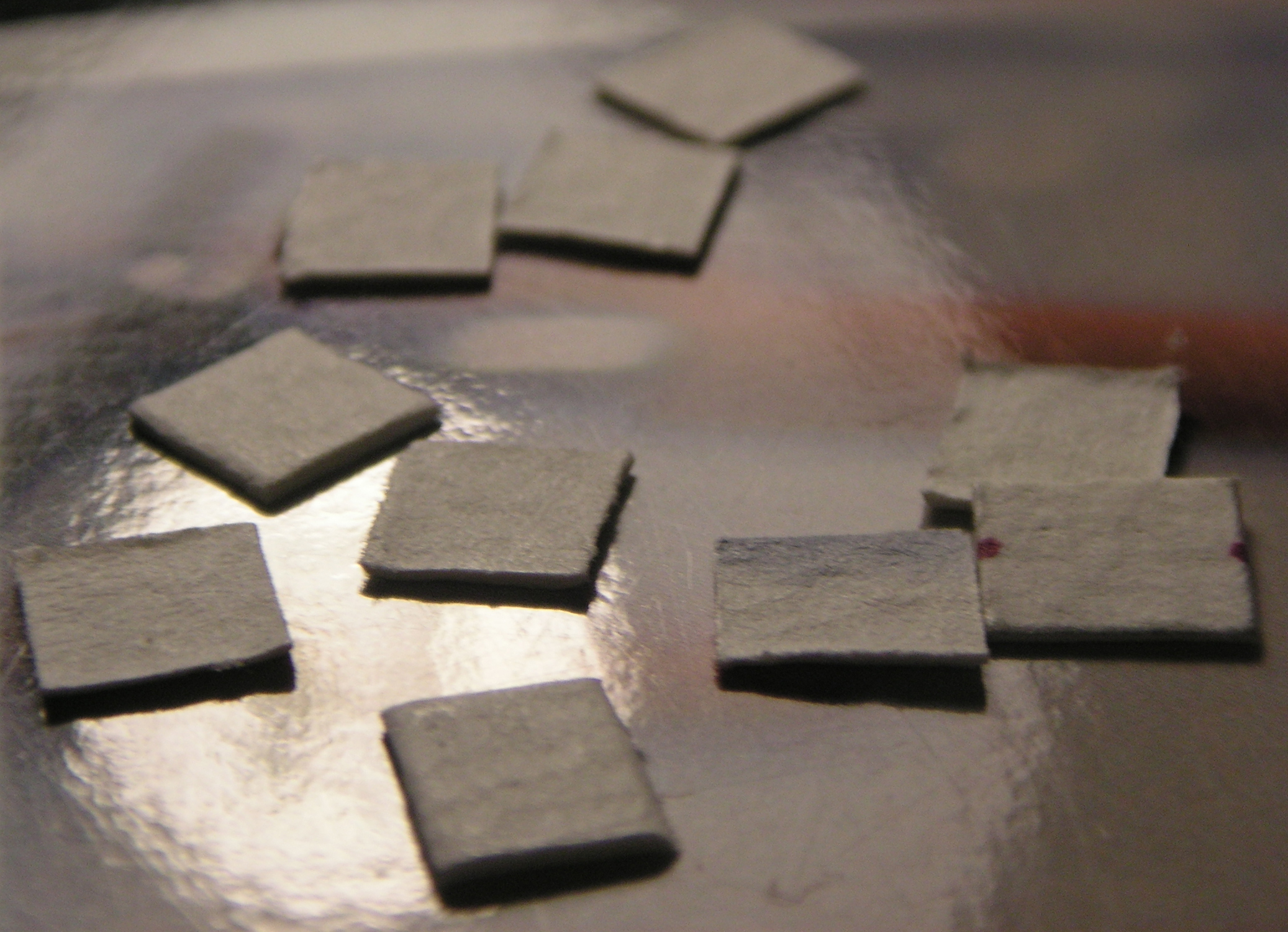
Papel secante blanco (Blotter) utilizado para transportar LSD.

Los resultados variarán según la adulteración de la muestra, la cantidad, la temperatura, la iluminación, la exposición al aire, el almacenamiento, así como la calidad y degradación del reactivo. Se han desarrollado diversas técnicas colorimétricas que utilizan gran variedad de reactivos distintos para determinadas sustancias.